# Наследникът от Калкута
„Наследникът от Калкута“ (на руски: Наследник из Калькутты) е приключенски роман на съветския писател Роберт Щилмарк. Романът е издаден през 1958 г. от съветското издателство „Детгиз“, като част от поредицата „Библиотека приключений и научной фантастики“. Има пет издания на български език.

## История на създаването на романа. Натрапеният съавтор.
На 5 април 1945 г. Роберт Щилмарк е арестуван и за „клеветнически изказвания за съветската действителност“ е осъден на 10 години лишаване от свобода. След пет години, прекарани в съветските затвори, Щилмарк е изпратен в Сибир. Първоначално в Игарка, а впоследствие на строеж № 503 „Мъртвия път“, където участва в строителството на задполярната железопътна линия Салехард – Игарка – Норилск. Вечер в бараките, след връщане от работа, желаейки да развлече другарите си по съдба, Роберт Щилмарк им разказва приключенията на героите на Александър Дюма, Джеймс Фенимор Купър, Уолтър Скот, Робърт Луис Стивънсън, Джек Лондон и др. Накрая когато разказите се изчерпват, той започва да съчинява собствени истории. Там в лагера, през 1950 – 1951 г. написва приключенския роман „Наследникът от Калкута“. Действието се развива в края на XVIII век в Англия, Индийския океан, Северна Америка и Африка. Идея за написването на романа дава един от бригадирите на криминалните затворници – Василий Павлович Василевски. Бригадирът, също затворник, и Щилмарк сключват споразумение, съгласно което писателят е освободен от тежка работа. За сметка на това той се задължава да напише роман и да впише като съавтор Василевски, ако книгата бъде някога публикувана. Василевски се надявал че ако книгата се хареса на Сталин, който обичал да чете исторически романи, то присъдата му ще бъде намалена. След като романът е написан той е предаден от Василевски на началството и тръгва по инстанциите. Отношенията между двамата се влошават и Василевски започва да заплашва Щилмарк с убийство.
През 1953 година, след смъртта на Й.В.Сталин, строеж № 503 е закрит и Роберт Щилмарк е преместен първо в Енисейск, а след това в Маклаково и Ново Маклаково. През 1955 г. Щилмарк е реабилитиран напълно и заедно със семейството си се завръща в Москва. Василевски все още е в лагера. Той изпраща писма на Щилмарк с искане да издири романа, който двамата са написали, в архивите на Лубянка, и да опита да го публикува. Но го предупреждава, че ако името му липсва като съавтор на романа, ще изпрати в Москва убиец – специалист по мокри поръчки. Щилмарк издирва романа и го занася в детското издателство „Детгиз“.
Книгата е публикувана от „Детгиз“ през 1958 г. На обложката ѝ има две имена: Р.А.Щилмарк и В.П.Василевски. Романът има огромен успех и от издателството предлагат да го преиздадат в по-голям тираж. Една четвърт от хонорара за първото издание Щилмарк превежда на бившия бригадир. Парите се сторили обаче малко на „съавтора“ и той продължава да заплашва писателя. Цялото това изнудване омръзва на Щилмарк и той се обръща за помощ към издателството. „Детгиз“ предявява в съда иск, за да защити правата на истинския автор. През 1959 г. Московският градски съд разглежда делото за авторството на романа. Експертите потвърждават, че оригиналният ръкопис е създаден с почерка на Щилмарк. Бившите лагерници също дават показания в полза на авторството на Щилмарк. Освен това Щилмарк зашифрова в текста на романа фразата „лжеписатель, вор, плагиатор“ (лъжеписател, крадец, плагиат), имайки предвид Василевски. Фразата се открива, като се четат първите букви на всяка втора дума в откъс от двадесет и трета глава:
"...Листья быстро желтели. Лес, еще недавно полный жизни и летней свежести, теперь алел багряными тонами осени. Едва приметные льняные кудельки вянущего мха, отцветший вереск, рыжие, высохшие полоски нескошенных луговин придавали августовскому пейзажу грустный, нежный и чисто английский оттенок. Тихие, словно отгоревшие в розовом пламени утренние облака на востоке, летающая в воздухе паутина, похолодевшая голубизна озерных вод предвещали скорое наступление ненастья и заморозков...."
През 1959 г., излиза второто издание на романа – вече само с името на Роберт Щилмарк. В чужбина „Наследникът от Калкута“ се преиздава многократно – в България, Полша, Чехословакия и Китай.

## Издания на български език
- На български език романът е публикуван за пръв път през 1960 г., с посочени автори – Роберт А. Щилмарк и В. Василевски. Романът е издаден от издателство „Народна култура“, София, като част от поредицата „Библиотека Юношески романи“. Преводът от руски е дело на Николай П. Тодоров. Изданието е с оригиналните илюстрации на А. Лурие, с твърди корици, с формат: 84×108/32, и тираж: 25 080 броя.

- През 1971 г. издателство „Народна култура“, София, отпечатва второ издание на романа, като част от поредицата „Библиотека Четиво за юноши“. Като автор е посочен единствено Роберт Щилмарк. Преводът от руски е дело на Николай П. Тодоров. Изданието е с оригиналните илюстрации на А. Лурие, с твърди корици, с формат: 84×108/32, и тираж: 50 000 броя.

- Третото издание на „Наследникът от Калкута“ е осъществено през 1982 г. от издателство „Отечество“, София, като част от поредицата „Библиотека Избрани книги за деца и юноши“. Преводът от руски е дело на Николай П. Тодоров. Изданието е с оригиналните илюстрации на А. Лурие, с меки корици, с формат: 16/60x90.

- През 1984 г. излиза четвърто издание на романа, дело отново на издателство „Отечество“, София, с твърди корици и формат: 16/60/90.

- През 2015 г. излиза петото издание на романа, част от колекция „Върхове“ на издателство „Изток-Запад“, София, с превода от руски език на Николай П. Тодоров и илюстрации, които са дело на художника Петър Станимиров, с твърди корици и формат: 165/235 мм.[1]